# Rappephyceae
A Rappephyceae a Haptophytina 2011-ben leírt kis kládja. E fitoplanktoncsoport a Hawaii Tengerbiológiai Intézet professzoráról, Michael Rappéról kapta nevét. Ő fedezte fel e fitoplanktonokat az Atlanti-óceánban, DNS-ükkel kapcsolatos eredményeit 1998-ban közölte. 2021-ben kimutatták, hogy ezen élőlények számos tápanyagot – például oxigént – termelnek más élőlényeknek többek közt fotoszintézis és szénmegkötés révén. A Prymnesiophyceae és a Pavlovophyceae között vált külön.

## Rendszertan
A Haptophytinához tartozik. Ez mintegy 500 tengeri algafajt tartalmaz. E csoport része a Prymnesiophyceae, melyre jellemző a kalcium-karbonát pikkelyekből (kokkolit) álló kokkoszféra. Ezeket az élőlényeket így kokkolitofóráknak is nevezik. Ők felelnek az óceánokban történő kalcium-karbonát-kicsapódás mintegy 50%-áért. Bár a Rapphphyceae újonnan besorolt csoport, valószínűleg számos evolúciós jellemző közös velük. Önálló osztályba sorolásuk oka egyedi morfológiájuk. 2–4 négymembrános kloroplasztiszuk van. Molekuláris szekvenálással fedezték fel környezeti plasztisz-16S rRNS révén. DNS-könyvtárak segítségével kiderült, hogy a Gephyrocapsa huxleyi és az autotróf Prymnesium parvum közeli rokonai.

## Történet
2011-ben határozták meg létét rDNS-operonok segítségével. Bár 2015-ben azonosították egy faját a Mesodinium rubrum és a Dinophysis acuta lehetséges zsákmányaként, azt nem írták le. Típusfaját, a Pavlomulina ranunculiformist 2021-ben fedezték fel Kawachi et al. Ez 40–55 μm hosszú, 8–12 μm széles ebihal alakú vagy 20–25 μm hosszú, 13–18 μm széles lekerekített sejt. 2 azonos hosszúságú heterodinamikus ostora van, ezek hossza 30–40 μm. Haptonémája 18–22 μm hosszú, nem tekeredik, 14–16 mikrotubulusa van. Neve eleje a Pavlova elejéből, vége a Chrysochromulina végéből származik.

## Biológiai tulajdonságok
A Haptophytina tagjaiként autotrófok. A növényekhez hasonlóan a fitoplankton klorofillt tartalmaz sejtjeiben, mely a napfényt, a szén-dioxidot és a vizet hasznosítja, oxigént és glükózt termelve. Ez a folyamat a fotoszintézis, ennek köszönhetően a Rappephyceae tagjai termelő szervezetek.

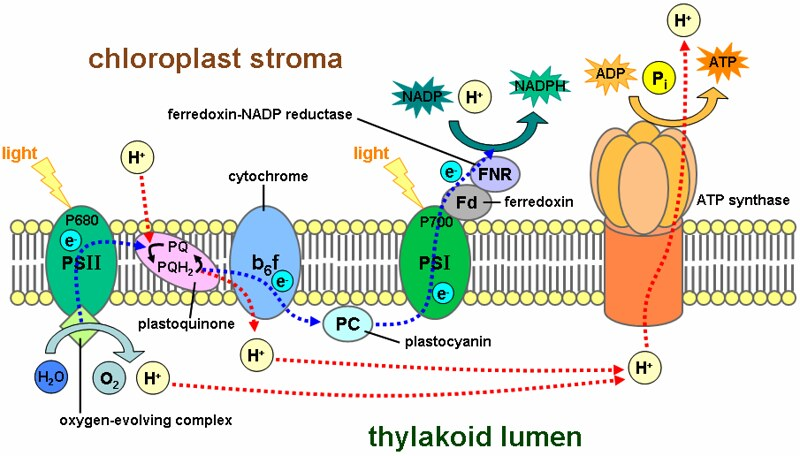
Sejtszintű fotoszintézis

Mivel a Rappephyceae kokkolitofórákból áll, mikrofosszíliaként a korábbi ökológiai körülmények vizsgálatát segítheti.
Hőmérsékleti tűréshatára tág lehet. Nem szintetizál 19′-hexanoiloxifukoxantint vagy 4-keto-hexanoiloxifukoxantint.

## Fordítás
Ez a szócikk részben vagy egészben  a   Rappephyceae című angol Wikipédia-szócikk ezen változatának fordításán alapul.  Az eredeti cikk szerkesztőit annak laptörténete sorolja fel. Ez a jelzés csupán a megfogalmazás eredetét és a szerzői jogokat jelzi, nem szolgál a cikkben szereplő információk forrásmegjelöléseként.